# Патсі Шерман
Патсі О'Коннелл Шерман (15 вересня 1930 — 11 лютого 2008) — американська вчена, хімік, співрозробниця засобів проти плям і міцних водовідштовхувальних засобів.

## Біографія
Шерман народилася в Міннеаполісі, штат Міннесота, і закінчила у 1948 році середню середню школу Міннеаполіса.
У 1952 році Шерман здобуває ступінь бакалавра з хімії та математики в коледжі Густава Адольфа в Сент-Пітері, штат Міннесота.
У 1952 році Шерман розпочала свою кар'єру в корпорації 3M. З Семюелем Смітом Шерман спільно винайшла Scotchgard, який незабаром став одним з найвідоміших і широко використовуваних засобів з водо- та масло- та іншими відштовхуючими властивостями.
Винахід був випадковістю. Шерман та її колеги спочатку мали завдання розробити гуму, яку можна було б використовувати для шлангів реактивного палива. Зразок фторохімічної гуми був випадково пролитий на взуття помічника. Після чисельних спроб видалення каучуку не вдалося, Шерман зрозуміла, що матеріал може використовуватися як відштовхувач для масла, води та інших розчинників. Шерман і Сміт отримали патент, US 3574791 13 квітня 1971 року.
У 1974 році Шерман була першою жінкою, яку присвоїли в Карлтонському товаристві, Залі слави 3М.
Згодом вона стала керівником лабораторії, а в середині 1980-х вона розробила відділ технічної освіти компанії.
У жовтні 2002 року разом із відомими спікерами, такими як Стів Возняк, Шерман виступила на святкуванні 200-річчя Управління патентів та торгових марок США. Вона була одним з 37 винахідників, які виступили з приводу процесу винахідництва.
Шерман був відвертим прихильником жінок в науці. «Дівчата повинні слідувати своїй мрії», — сказала вона.

## Нагороди
- ЇЇ ім'я вписане у науково-технологічний Зал слави Міннесоти (2011).
- До Національної зали слави винахідників (2001).
- Джозеф М. Біденбах нагородив відзнакою нагороди від Американського товариства інженерної освіти (1991).
- Визначний реципієнт цитування випускників наукових досліджень (1975).
- Першу жінку запросили до Товариства Карлтона, 3-ї Зали слави.